# Cotyledon orbiculata var. oblonga 'Macrantha'
- Preporučena temperatura:  Dan: 21 – 24 °C ,Noć: 10 – 12 °C
- Tolerancija hladnoće:  do –1 °C
- Izloženost suncu:   na zasjenjenom mjestu
- Tolerancija vrućine: ljeti izbjegavati sunce
- Opis:   niski grm,naraste do 90 cm visine
- Potrebnost vode: zahtjeva malo vode